# LN Возничего
LN Возничего (лат. LN Aurigae) — одиночная переменная звезда в созвездии Возничего на расстоянии (вычисленном из значения параллакса) приблизительно 41026 световых лет (около 12579 парсеков) от Солнца. Видимая звёздная величина звезды — от менее +17,4m до +14,8m.

## Характеристики
LN Возничего — красная пульсирующая переменная звезда, мирида (M) спектрального класса M. Эффективная температура — около 3335 К.